# 克恰里斯修道院
克恰里斯修道院，亚美尼亚的一座可追溯到11到13世纪的中世纪僧院，地处亚美尼亚科泰克州的察赫卡佐尔，距离首都埃里温60公里。